# Ahmad Harun
Ahmad Harun, arab. ‏أحمد هارون‎ (ur. 1964) − jeden z trzech Sudańczyków ściganych przez Międzynarodowy Trybunał Karny za zbrodnie wojenne i zbrodnie przeciwko ludzkości w Darfurze.
Pomimo międzynarodowego nacisku na rząd Sudanu w celu wydania jego osoby Harun pełnił urząd ministra spraw humanitarnych do maja 2009, kiedy to został nominowany na zarządcę prowincji Kordofanu Południowego. We wrześniu 2007 został nominowany do poprowadzenia śledztwa w kwestii pogwałcenia praw człowieka na terenie Darfuru.